# 아리 바호주

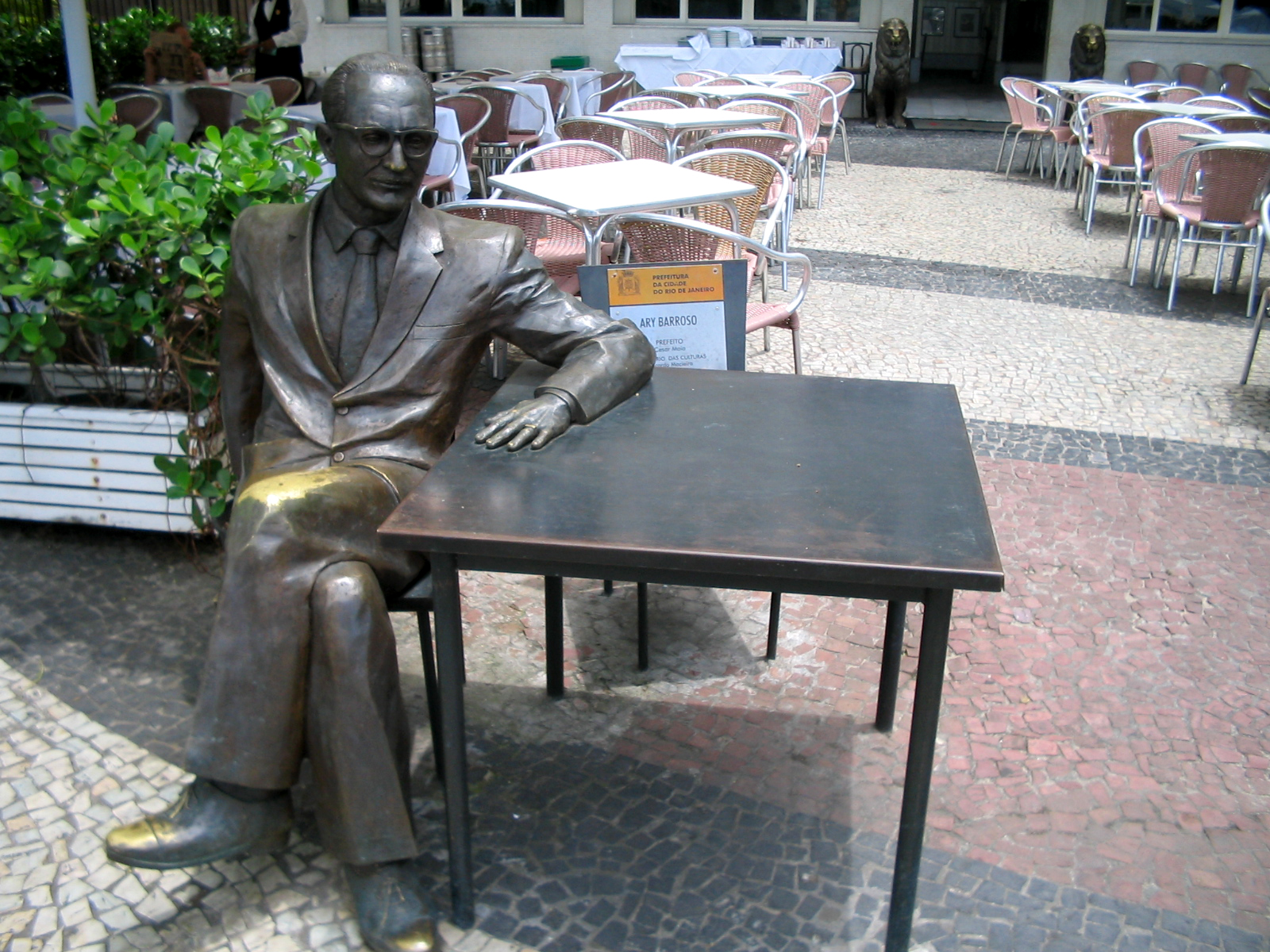
아리 바호주의 동상

아리 바호주(포르투갈어: Ary Barroso, 1903년 ~ 1963년)는 브라질의 작곡가이다. 미나스제라이스주 우바에서 태어났으며, 1920년에 리우로 나와 피아니스트로 극장 등에서 일하면서 작곡을 계속하였다. 1944년 미국으로 건너가 월트 디즈니의 인정을 받아 《삼바 브라질》, 《바이아》 등의 작품을 디즈니 영화사에 제공해 이 두 곡이 미국에서 호평을 받자 그의 이름은 세계적으로 알려지게 되었다. 말년에는 보사 노바의 곡으로도 좋은 작품이 나왔으며, 1963년에 병사하였다. 브라질의 향토색을 지니면서 음악적으로 격조 높은 곡을 만든 보기 드문 작곡가였다.